# Cleora biclavata
Cleora biclavata là một loài bướm đêm trong họ Geometridae.